# Гіпогалактія
Гіпогалакті́я — зниження секреторної властивості молочних залоз у період лактації.

## Етіологія
В останні десятиліття в Україні помічена тенденція до зниження частоти і тривалості годування немовлят материнським молоком. Гіпогалактія у матерів після пологів в деяких районах сягає 30–70 %, лише 30–40 дітей з 100 знаходиться на грудному вигодовуванні до 6-ти місяців життя.
Провідна роль у розладі лактаційної функції у жінок належить факторам соціального характеру: змінам умов та способу життя, долученню жінок у сферу суспільного виробництва, науки, культури. Істотно впливає урбанізація населення, зміна екології довкілля.
Однак, незважаючи на об'єктивні причини, велику частку у проблемі гіпогалактій, складають причини ятрогенного характеру: недостатня підготовка жінок до лактаційної функції у період вагітності та післяпологовому періоді, слабка пропаганда природного вигодовування та не завжди дієва участь акушерів, неонатологів та педіатрів у налагодженні лактації та профілактиці захворювань молочних залоз.

## Класифікація
У залежності від причин та сприяючих факторів розрізняють первинну та вторинну гіпогалактію.
Первинна гіпогалактія виникає внаслідок нейроендокринних порушень в організмі жінки. Вона може бути пов'язана із розладами гіпоталамо-гіпофізарно-яєчникової регуляції, що виникають під час внутрішньоутробного періоду та у період статевого дозрівання дівчинки, що призводить до порушенню розвитку молочних залоз на різних етапах онтогенезу або у період вагітності, пологів та післяпологового періоду.
Розвиток вторинної гіпогалактії може слугувати результатом негативного впливу на жіночий організм цілого комплексу біологічних, медичних, соціальних, психологічних та економічних факторів.
У залежності від строків розвитку виділяють ранню (у перші 10 діб після пологів) та пізню (після 10 діб після пологів) гіпогалактію. Рання гіпогалактія часто є й первинною.
У залежності від ступеню недостатку молока по відношенню до добової потреби дитини виділяють 4 ступеню гіпогалактії:
1. І ступінь — дефіцит до 25 %
2. ІІ ступінь — дефіцит до 50 %
3. III ступінь — дефіцит до 75 %
4. IV ступінь — дефіцит понад 75 %.

## Клінічні прояви
При недостатній кількості грудного молока у матері необхідно виявити клінічні ознаки гіпогалактії:
- неспокій дитини до настання часу наступного годування;
- зміна забарвлення шкіри;
- зниження тургору тканин;
- зрідження сечовипускання та акту дефекації;
- сплощення кривої прибавки маси тіла;
- відсутність молока у грудях при зціджуванні після годування;
- недостатня добова лактація, що визначається методом контрольного годування.